# François Couperin
François Couperin (Párizs, 1668. november 10. – Párizs, 1733. szeptember 11.) francia barokk zeneszerző, a „nagy Couperin”.

## Élete, munkássága
Sok nemzedékre visszanyúló, kiemelkedő zenész családban született. Születésekor a St. Gervais-templomban már 175 éve a Couperinek töltötték be az orgonistai posztot. A család legnevesebb képviselői (rajta kívül):
- Louis (1626–1661): a zongoraszvit továbbfejlesztője, a dúr–moll hangnemek következetes alkalmazója;
- François (1630 k.–1701): kiváló orgonista, remek orgonaművei maradtak fenn;
- Charles (1638–1679): jónevű orgonista, „a nagy Couperin” apja;
- Nicolas (1680–1745): neves orgonista, „a nagy Couperin” unokatestvére;
- Armand Louis (1725–1789): híres orgonista, Nicolas fia.

François Couperin zenei tehetsége már gyermekkorában annyira nyilvánvaló volt, hogy apja halála után – ekkor tízéves volt – felajánlották neki a St. Gervais-templom orgonista-állását. Ez azonban csak eszmei jelentőségű megbízás volt, az állást hivatalosan csak 18 éves korában foglalhatta el. Persze azért már előtte is zenélt a templomban, és fizetést is kapott érte. Fiatalon nősült, felesége Marie-Anne Ansault volt (Couperin lányai, Marianne és Marguerite is kiváló zenészek lettek).
1693-ban XIV. Lajos, „a Napkirály” orgonistája, csembalistája és a királyi gyermekek tanára lett. 1696-ban saját címert, 1702-ben pedig lovagi címet adományoztak neki. Állásában az új király, XV. Lajos is megerősítette 1715-ben, sőt újabb előkelő tanítványok zeneoktatását is rábízták.
Couperin egyik példaképe Arcangelo Corelli volt, és az olasz zene szeretete élete végéig elkísérte. Ennek egyik első megnyilvánulása az 1692-es szonátasorozata. Vallásos műveket is írt, például a Leçons de ténèbres című, bibliai szövegeket feldolgozó darabot. Legfontosabb munkáinak a több könyvnyi csembalódarabja számítanak, amiket főleg 1713 és 1730 között írt. Rendkívül érdekes felépítésű művek, amelyek szvitszerűen (ő ordre-nak, sornak nevezte) kapcsolódnak egymáshoz. Mindegyik darabnak külön címe van, mint például Pillangók, Kóborló árnyak, Az álmodozó. Műfaji palettája ettől természetesen szélesebb; dalokat, tánczenéket és pedagógiai jellegű műveket is írt. Zseniálisan kezelte a szonáta- és rondóformát, csodásan egyesítette a kor zenei stílusait. Az ő (és Lully) működése révén vált a francia zene az udvar előtt is elfogadottá, és hódította meg Európát is. Műveit Bach is elismeréssel tanulmányozta.